# Schoenocaulon dubium
Schoenocaulon dubium là một loài thực vật có hoa trong họ Melanthiaceae. Loài này được (Michx.) Small miêu tả khoa học đầu tiên năm 1903.